# Frau-Holle-Teich
Der Frau-Holle-Teich (früher auch Hollenteich genannt) ist ein kleines, natürliches und sagenumwobenes Stillgewässer auf dem im nordhessischen Werra-Meißner-Kreis gelegenen Hohen Meißner. Im Umkreis von etwa 50 km ist er das am höchsten gelegene stehende Gewässer.

## Geographie

### Lage
Der Frau-Holle-Teich liegt an der Ostflanke des Bergmassivs Hoher Meißner rund 1 km nördlich vom Schwalbenthal bzw. rund 400 m nordnordwestlich der Bergkuppe Kalbe (je Luftlinie). Umgeben von Wald befindet er sich im Geo-Naturpark Frau-Holle-Land (Werratal.Meißner.Kaufunger Wald) wenige Meter südwestlich der Landesstraße 3242, die als Abschnitt der „Frau-Holle-Route“ der Deutschen Märchenstraße von Velmeden (ostnordöstlicher Gemeindeteil von Hessisch Lichtenau) über das Schwalbenthal in Richtung Norden nach Kammerbach (westlicher Stadtteil von Bad Sooden-Allendorf) führt. Die Straßenkurve nahe dem am Frau-Holle-Teich gelegenen Wandererparkplatz befindet sich auf 622,6 m ü. NHN.

### Naturräumliche Zuordnung
Der Frau-Holle-Teich gehört in der naturräumlichen Haupteinheitengruppe Osthessisches Bergland (Nr. 35), in der Haupteinheit Fulda-Werra-Bergland (357) und in der Untereinheit Meißnergebiet (357.8) zum Naturraum Hoher Meißner (357.81).

## Geschichte
Im Jahr 1641 beschrieb Landgraf Hermann als erster den Frau-Holle-Teich. Im Zusammenhang mit dem Teich erwähnte er auch mehrere Sagen über Frau Holle. Damit kann ausgeschlossen werden, dass es sich bei ihnen um Erfindungen von romantischen Autoren handelt. Im Jahr 1776 war im Kataster der Gemeinde Wickenrode von einem steuerrechtlich wertlosen Sumpfloch von 1½ Ar die Rede. Nur die 3½ Acker große „Rodewiese“ daneben wurde genutzt. Ludwig August Freiherr von Münchhausen besuchte im Jahr 1800 den Meißner und beschreibt den „Hollenteich“ als bloßen Wassertümpel von 40 bis 50 Fuß im Durchschnitt. Die Brüder Grimm besuchten den Frau-Holle-Teich ebenfalls im frühen 19. Jahrhundert und erwähnten ihn in ihren Deutschen Sagen.
Sicher ist jedoch, dass dieser Teich weitaus älter ist, denn am Frau-Holle-Teich wurden Golddukaten aus der Zeit des Kaisers Domitian (81 bis 96 n. Chr.) gefunden. Ebenso wurden auch Feuersteingeräte aus der Steinzeit am Teich gefunden.
Die etwa 9 °C kalte Quelle des Godesborns in der Mitte des Frau-Holle-Teichs und anfallende Niederschläge stauen das Wasser auf einer Tonschicht auf. Gegen Ende der 1940er Jahre war er maximal 2,60 m tief. Um das Verlanden des Frau-Holle-Teichs zu verhindern, wurde 1936 ein künstlicher rechter Abzweig des Hollenbachs in den Teich eingeleitet. Dadurch setzten sich vermehrt Sedimente ab, so dass man 1938 den Teich ausbaggerte. Dabei wurde die Tonschicht verletzt und der Teich lief trocken. Mit Großalmeröder Ton konnte der Schaden behoben werden. Nach dem Weltkrieg trat eine Zeit lang aus dem Tagebau Kalbe abgepumptes schmutzig-schwarzes Braunkohlewasser in den Teich und verdunkelte das ohnehin trübe Wasser.

## Flora und Fauna
In den Uferzonen des von Mischwald umgebenen Frau-Holle-Teichs wachsen Rohrkolben, die den Teich fast vollständig umschließen. Auf einer abgesperrten sumpfigen Wiese findet man unter anderem Wollgras, das am und auf dem Hohen Meißner oft anzutreffen ist. Im Frühling ist der Frau-Holle-Teich ein Laichplatz für Kröten, Frösche und verschiedene Molcharten; auch der Nördliche Kammmolch ist hier zu finden. Im Bachzugangsbereich findet sich der Alpenstrudelwurm. Gegen Ende April ist die Gemeine Geburtshelferkröte, die auch Glockenfrosch genannt wird, hier zu hören.

## Schutzgebiete

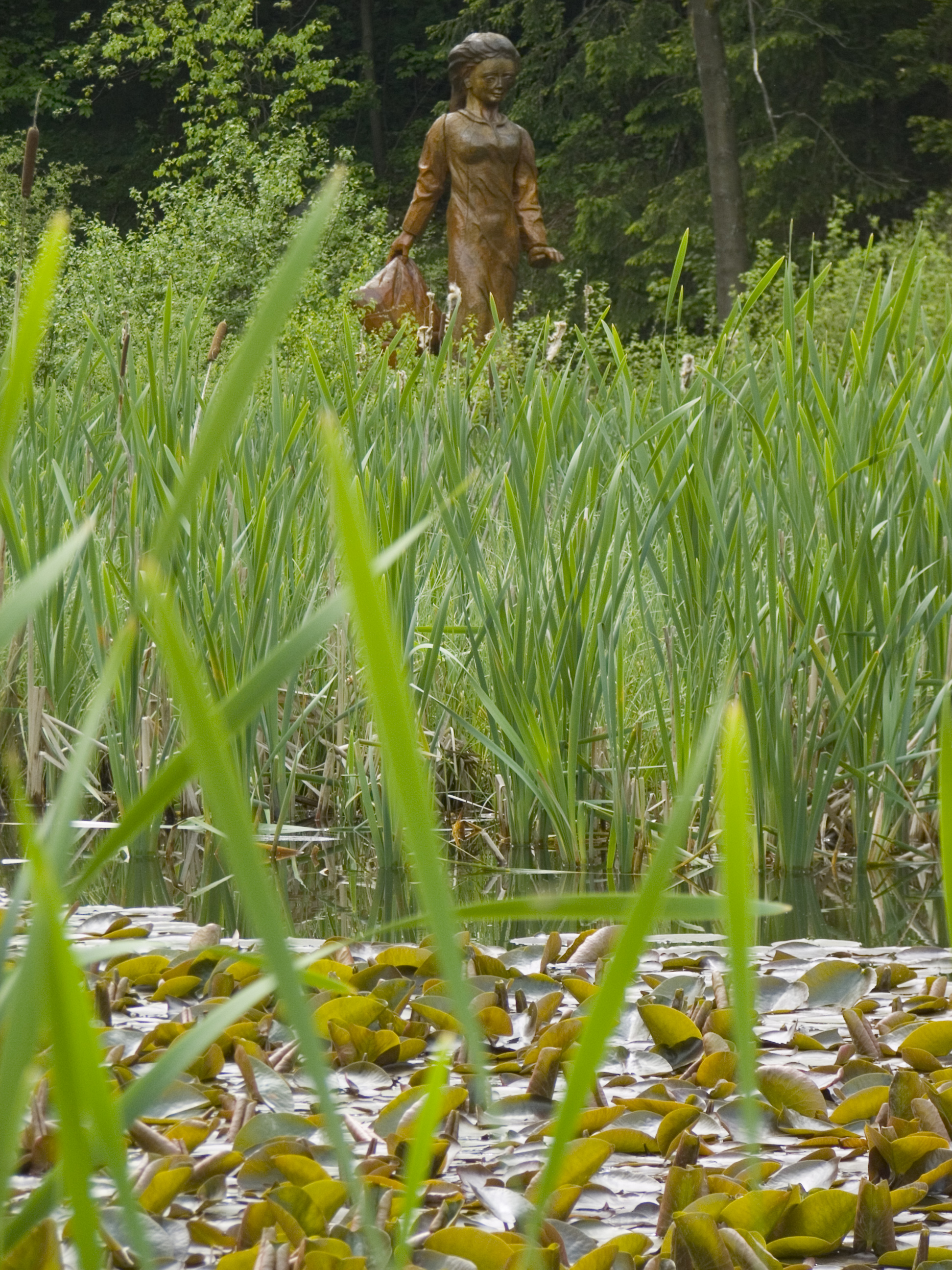
Frau-Holle-Teich
mit Frau-Holle-Statue

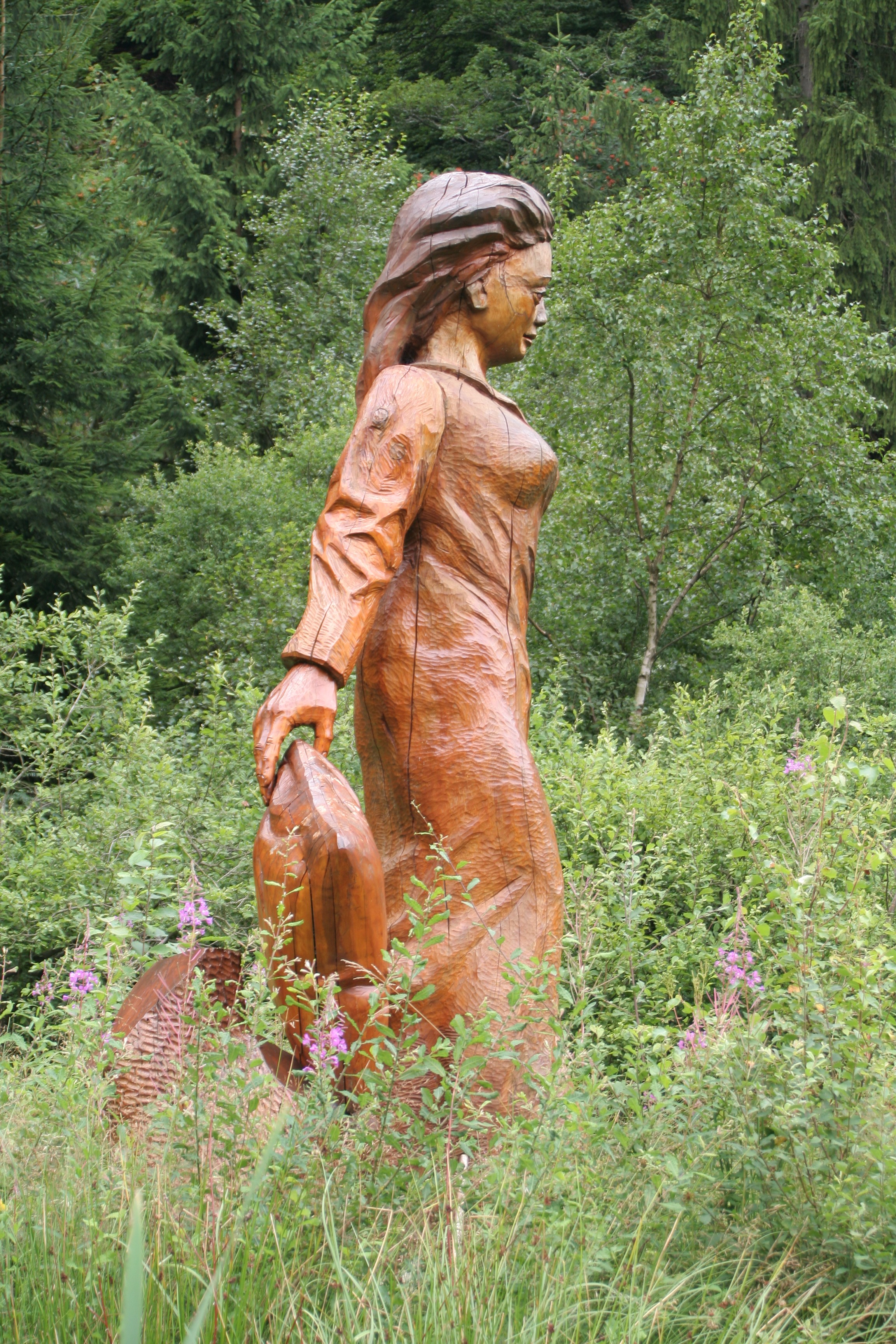
Frau-Holle-Statue aus Holz von Viktor Donhauser am Frau-Holle-Teich

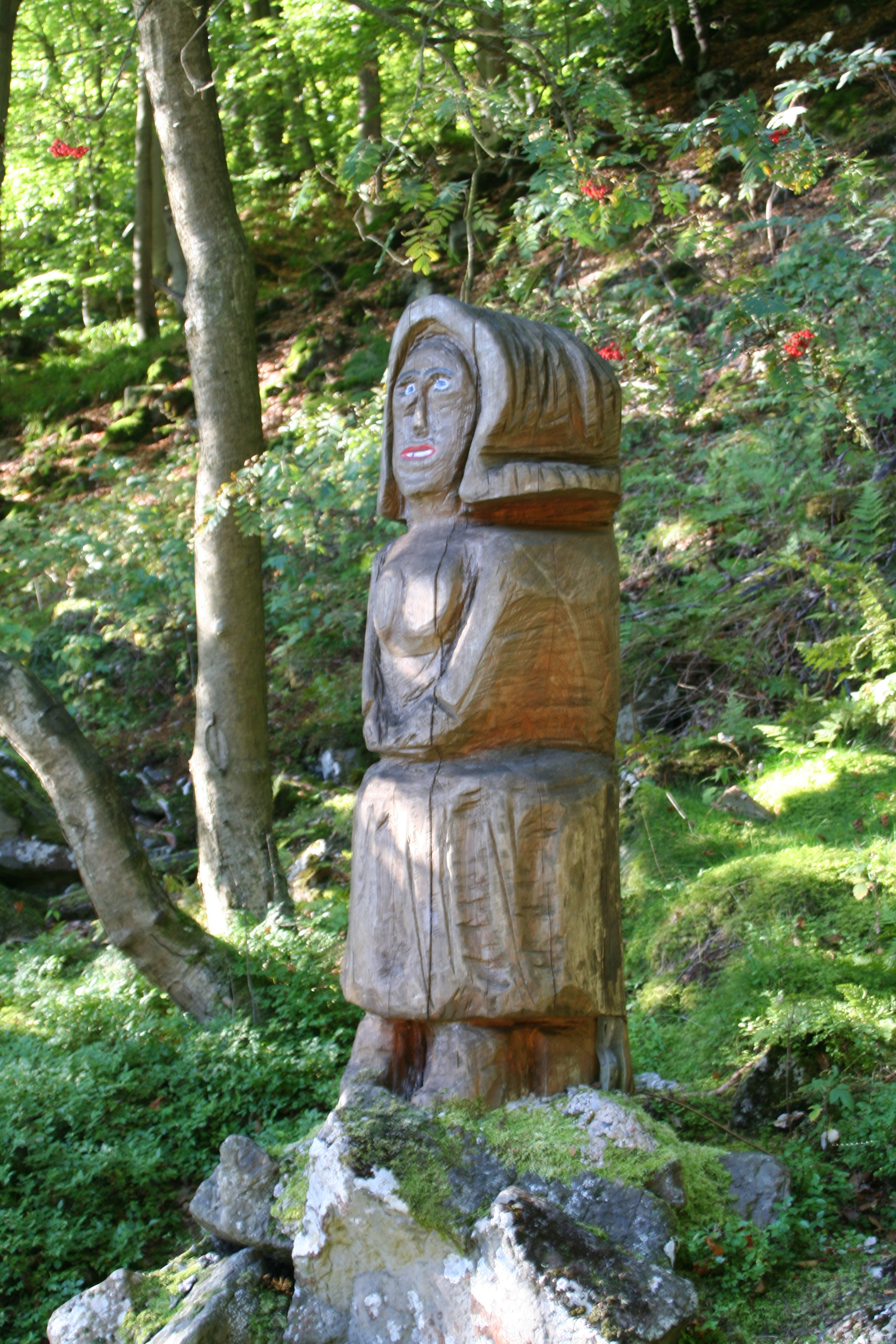
Von einem Waldarbeiter mit Motorsäge erstellte Holz-Statue am Frau-Holle-Teich

Der Frau-Holle-Teich liegt im Naturschutzgebiet Meißner (CDDA-Nr. 6969; 1970 ausgewiesen; 9,3293 km² groß), im Fauna-Flora-Habitat-Gebiet Meißner und Meißner-Vorland (FFH-Nr. 4725-306; 20,4282 km²) und im Vogelschutzgebiet Meißner (VSG-Nr. 4725-401; 37,2078 km²).

## Frau-Holle-Statue
Am Waldrand südlich des Frau-Holle-Teichs steht eine hölzerne Frau-Holle-Statue, die von Viktor Donhauser geschaffen und 2004 aufgestellt wurde. Weil die Sage älter ist als das Märchen Frau Holle der Brüder Grimm, wurde mit dieser Statue eine junge Frau dargestellt, so wie die Märchenfigur Frau Holle in den Sagen meist beschrieben wird. In ihrer Hand hält sie ein Kissen, was den Bezug zur Kissen bzw. Bettwäsche ausschüttelnden Frau Holle herstellt. Um diese Statue gab es Streitigkeiten, weil sie für einige Menschen zu viel Busen hat; sogar die Frauenbeauftragte des Werra-Meißner-Kreises musste sich damit beschäftigen.
Eine weitere hölzerne Statue befindet sich am Waldrand östlich des Frau-Holle-Teichs. Diese Statue wurde vom Waldarbeiter Ferdinand Urff im Jahr 2001 mit einer Motorsäge „geschnitzt“, bevor Viktor Donhauser seine Statue aufstellen konnte.

## Sagen
Den Sagen nach ist der Frau-Holle-Teich unendlich tief und Eingang zum Reich der Frau Holle. Hier soll sich ein silbernes Schloss mit Garten und vielen Blumen sowie Obst und Gemüse befinden, die sie freigiebig vor allem an Frauen und Mädchen verschenkt.
Nach einer Sage hat ein Bergmann versucht, die Tiefe des „Hollenteichs“ zu messen. Das hierzu verwendete Senkblei soll den Grund nach 65 Lachtern (entsprechen ca. 104 m bis 156 m) noch nicht erreicht haben.
Ferner wird in den Sagen erzählt, dass sich Frau Holle mittags als junge schöne Frau in der Mitte des Teichs badend zeigt. Sie soll ab und zu Reisende oder Jäger verführt oder mit ihnen Schabernack getrieben haben.
Auch galt lange der Glaube, dass aus dem „Hollenteich“ die kleinen Kinder kommen und die Seelen der Verstorbenen in seine Tiefen zurückgeführt werden. Damit hängt offenbar der Brauch zusammen, dass junge Frauen in diesem Teich badeten, wenn sie fruchtbar werden wollten.
„Sonntagskinder“, so sagt der Volksmund, können dort ab und zu ein helles Glockengeläut hören. Womöglich entstand diese Sage durch die Anwesenheit der auch Glockenfrosch genannten Geburtshelferkröte.
Weil der Frau-Holle-Teich den Sagen nach als unendlich tief gilt und er weit und breit das höchste stehende Gewässer ist, kommen die „Wasser der Tiefe“ an dieser Stelle dem Himmel so nah wie an keiner anderen Stelle in Nordhessen. Frau Holle soll nach den zahlreichen Sagen sowohl unter Wasser als auch über den Wolken wirken. Diese Verbindung von Himmel und Erde kann nach Ansicht der Germanistin Erika Timm erklären, warum sich ausgerechnet hier Sagen und Mythen über ein weibliches Numen häufen.

## Brauchtum
Wenn Schulmädchen aus der Umgebung in den Teich schauten und ihr Spiegelbild sahen, dann riefen sie: „Das sind die Kinder der Frau Holle.“ Auch wollten sie im Schilf die Haarspitzen der Ungeborenen erkannt haben. Dieser Brauch war noch in den 1930er Jahren verbreitet.

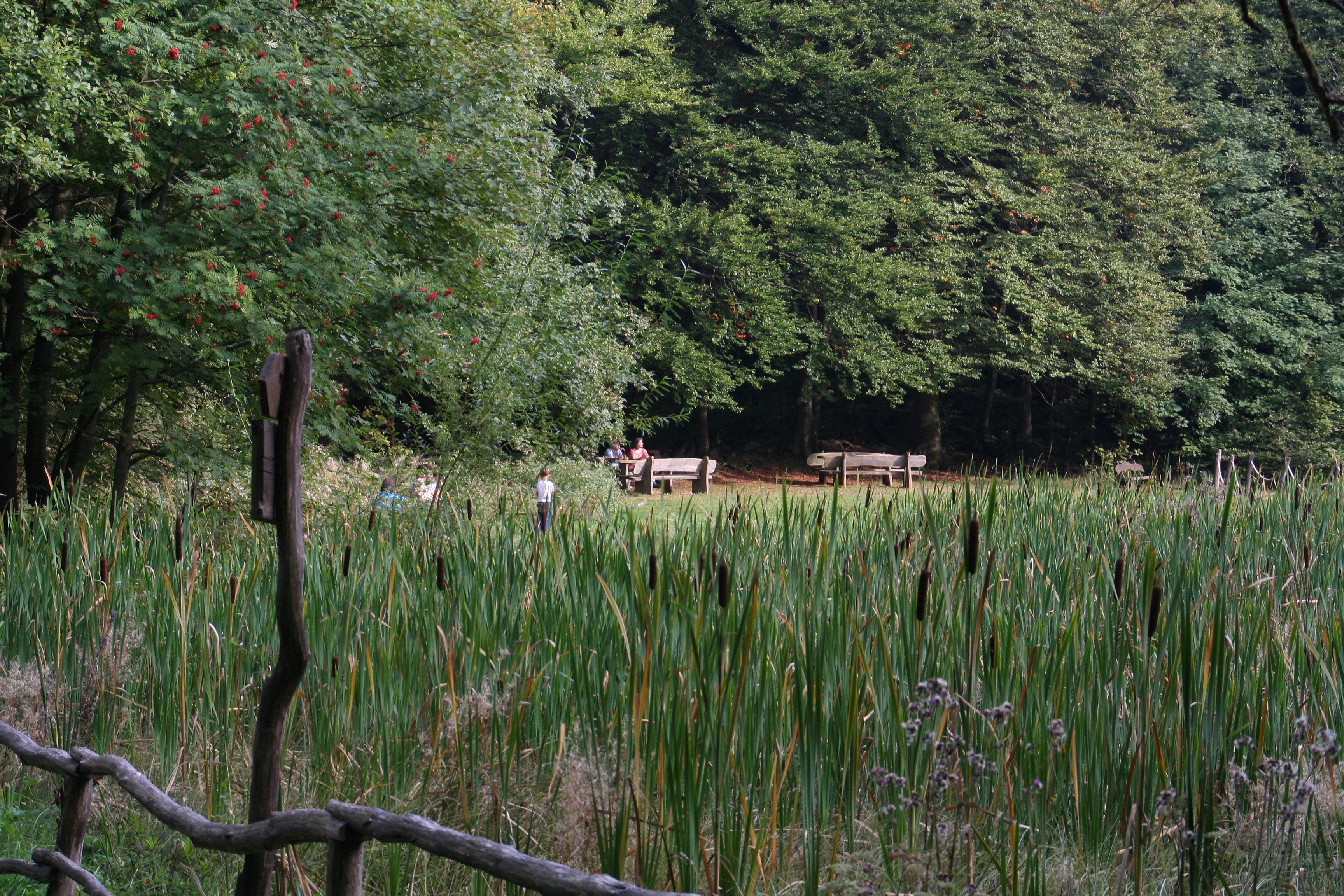
Picknickplatz am Frau-Holle-Teich

## Wandern
Der Frau-Holle-Teich ist Ausgangs- und Durchgangspunkt mehrerer Wanderwege, darunter der Frau-Holle-Pfad. Geführte Wanderungen werden vom Geo-Naturpark Frau-Holle-Land angeboten. Vom Wandererparkplatz führt ein recht steil verlaufender Pfad entlang des Hollenbachs sowie auf einem längeren Umweg auch ein breiter Forst- bzw. Wanderweg vorbei am „Kalbesee“ im einstigen „Tagebau Kalbe“ zur Basaltkuppe Kalbe, von der man die Aussicht in Richtung Osten genießen kann. Von dort gelangt man auf weiteren Wegen auf das Meißner-Hochplateau – zum Beispiel zur Kasseler Kuppe.